# 米山村 (新潟県)
米山村（よねやまむら）は、かつて新潟県中頸城郡にあった村。

## 地理
北西側は日本海に面する。

## 沿革
- 1889年（明治22年）4月1日 - 町村制施行に伴い中頸城郡上輪村、青海川村、笠島村、上輪新田村が合併し、米山村が発足。
- 1901年（明治34年）8月28日 - 中頸城郡鉢崎村と合併して、米山村を新設。
- 1956年（昭和31年）12月19日 - 柏崎市に編入され消滅。
- 1957年（昭和32年）1月1日 - 旧村域の大字小萱、上輪、大清水（一部）、鉢崎（一部）、大平（一部）が柏崎市から分離され、中頸城郡柿崎町に編入。